# Метью Брум
Метью Джеймс Брум (англ. Matthew James Broome; нар. 24 лютого 2001, Бедфорд, Англія, Велика Британія) — британський актор. Він відомий своїми ролями в серіалі Apple TV+ «Мисливиці» (2023 —) і фільмі Amazon Prime «Моя провина: Лондон» (2025).

## Раннє життя
Брум виріс у Нортгемптоні і відвідував школу Керолайн Чізхолм. Він приєднався до молодіжного товариства «Northampton Musical Theatre Company» (NMTC) і Національного молодіжного театру. Він закінчив Гілдголську школу музики та театру зі ступенем бакалавра мистецтв (BA) з акторської майстерності.

## Кар'єра
На третьому й останньому курсі в Гілдголі Брум підписав контракт з «United Agents» і дебютував на професійній сцені в ролі Джека Вірчу в «Скандалтауні» у Ліричному театрі у Гаммерсміті. Наступного року, після закінчення навчання, він зіграв в постановках Шекспірівського глобуса «Комедії помилок» у ролі Антіфола з Ефеса та «Дванадцятої ночі» у ролі Себастьяна. За свою гру в першому Брум отримав похвалу разом з Майклом Елкоком, який зіграв Антіфола з Сіракуз.
Брум дебютував на телебаченні, коли його взяли на роль Гая Туарта в історичній драмі Apple TV+ 2023 року «Буканьєри», заснованій на однойменному романі Едіт Вортон. Брум ще не закінчив театральну школу, коли вперше пішов на прослуховування для серіалу.
У 2025 році він знявся разом з Ашею Бенкс у фільмі Amazon Prime «Моя провина: Лондон», англомовній версії «Моя вина».

## Фільмографія

### Кіно
| Рік  |   | Українська назва    | Оригінальна назва      | Роль |
| ---- | - | ------------------- | ---------------------- | ---- |
| 2025 | ф | Моя провина: Лондон | англ. My Fault: London | Нік  |

### Телебачення
| Рік  |   | Українська назва | Оригінальна назва | Роль                |
| ---- | - | ---------------- | ----------------- | ------------------- |
| 2023 | с | Мисливиці        | The Buccaneers    | Гай Тварт (9 серій) |